# La Moleta (Prat de Comte)
La Moleta és una muntanya de 367 metres que es troba al municipi de Prat de Comte, a la comarca de la Terra Alta.